# بروتیا کریسپینا
بروتیا کریسپینا (به لاتین: Bruttia Crispina) (زادهٔ ۱۶۴ — درگذشتهٔ پیرامون ۱۹۱) همسر کومودوس و امپراتریس روم بود.

## زندگینامه

### خانواده
نام مادر بروتیا کریسپینا مشخص نیست اما پدرش گایوس بروتیوس پرزنس، دوبار کنسول روم بود. پدربزرگ و مادربزرگ پدری کریسپینا نیز کنسول و سناتور کایوس بروتیوس پرزنس و میراث‌بر ثروتمند لیبریا هوستیلیا کریسپینا، دختر کنسول ماریوس لیبریوس ماکسیموس بودند. همچنین برادر کریسپینا کنسول آتی، لوسیوس بروتیوس کوئینتیوس کریسپینوس بود. خانوادهٔ پدری کریسپینا اصالتاً اهل وُلچئی در لوکانیای ایتالیا بودند و ارتباط نزدیکی با امپراتوران روم تراژان، هادریان، آنتونیوس پیوس و مارکوس اورلیوس داشتند. کریسپینا در رم یا ولچئی زاده و پرورش یافت.

### ازدواج با کومودوس
کریسپینا در تابستان (احتمالاً ژوئیهٔ) ۱۷۸ با امپراتور وقت روم کومودوس ازدواج کرد. مراسم ازدواج آنها نسبتاً ساده برگزار شد اما سکه‌های یادبود این مراسم ضرب و به‌طور سخاوتمندانه‌ای بین مردم پخش گردید. با این وجود این ازدواجی اجباری بود که توسط پدر کریسپینا و مارکوس اورلیوس، پدر کومودوس تنظیم شده بود. کومودوس از کریسپینا بیزار بود. علت این بیزاری شاید به شخصیت کریسپینا باز می‌گشت که علی‌رغم زیباییش، گفته‌شده است که زنی بود خودخواه و متکبر. او پس از ازدواج عنوان «آگوستا» را دریافت داشت و امپراتریس روم شد.

### تبعید و مرگ
بنا بر برداشتی نادرست از نوشته‌های Historia Augusta و دیون کاسیوس، گاه به اشتباه زوال کریسپینا را در سال ۱۸۱ یا ۱۸۲ و مرتبط با دسیسه‌چینی‌های ماهرانه لوسیلا، خواهر بزرگ و بسیار قدرت طلب کومودوس، علیه برادرش می‌دانند. با این حال نام کریسپینا تا اواخر سال ۱۹۱ میلادی همچنان در نوشته‌ها به چشم می‌خورَد تا آنکه او نیز در نهایت تبعید شده و به‌قتل رسید. علت این موضوع می‌تواند مربوط به فرزندنیاوری او برای کومودوس به‌منظور حفظ دودمان آنتونینی باشد.